# Vasilij Vasil'evič Levašov
Il conte Vasilij Vasil'evič Levašov (in russo Василий Васильевич Левашов?; 21 ottobre 1783 – San Pietroburgo, 4 ottobre 1848) è stato un generale e politico russo, membro del Consiglio di Stato dell'Impero russo, presidente del Consiglio dei ministri dell'Impero Russo dal 1847 al 1848.

## Biografia
Figlio naturale di un consigliere di Stato, Vasilij Ivanovič Levašov, e di una ballerina, Akulina Semenova. Fino al 1798 i loro figli erano considerati illegittimi e portavano il nome di Kartašev. Il 5 agosto 1798, lui e i suoi fratelli vennero riconosciuti.

## Carriera
Dal 1799 Vasilij lavorò presso l'Ufficio del Governatore Generale di San Pietroburgo Palen. Capitano di cavalleria nel 1802, prese parte alle guerre napoleoniche della terza coalizione e contro l'invasione napoleonica del 1812. Prese parte alla battaglia di Borodino nella quale sostituì il comandante del reggimento che era restato ucciso.
Nel 1820 fu presidente della Corte militare che processò le truppe del reggimento Semënovskij che si erano ammutinate. Anche il 14 dicembre 1825, data di inizio della rivolta dei Decabristi, fu dalla parte degli ufficiali reazionari, fedeli al nuovo zar Nicola I, che represseso la rivolta; l'anno successivo fu nominato membro della commissione d'inchiesta sulla rivolta.
Nel 1831 fu nominato governatore generale provvisorio della Volinia e Podolia. Nel 1838 ottenne un seggio al Consiglio di Stato, fu nominato direttore del Dipartimento di Economia; nel 1842 divenne membro del Comitato per la costruzione della linea ferroviaria Pietroburgo-Mosca, e nel 1847, alla morte di Ilarión Vasíl'evič Vasíl'čikov, divenne presidente del Consiglio di Stato e presidente del Consiglio dei Ministri dell'Impero Russo.

## Matrimoni

### Primo Matrimonio
Nel 1821 sposò Ekaterina Petrovna Mjatleva (26 novembre 1800-21 marzo 1822), figlia di Pëtr Vasil'evič Mjatlev. Ebbero una figlia:
- Aleksandra Vasil'evna (1821/22-1880), sposò Aleksandr Balašov

### Secondo Matrimonio
Nel 1824 sposò Evdok'ja Vasil'evna Paškova (2 ottobre 1796-23 maggio 1868), la figlia di Vasilij Aleksandrovič Paškov. Ebbero tre figli:
- Ekaterina Vasil'evna (1826-1853), sposò il principe Boris Dmitrievič Golicyn;
- Nikolaj Vasil'evič (1827-1888);
- Vladimir Vasil'evič (1834-1898), sposò la contessa Ol'ga Victorovna Panina.

## Morte
Morì a San Pietroburgo il 4 ottobre 1848.